# Jim Gordon (músico)
James Beck "Jim" Gordon (Los Ángeles, California, 14 de julio de 1945 - Vacaville, California, 13 de marzo de 2023) fue un músico, baterista y compositor estadounidense. Principalmente reconocido por haber sido baterista del supergrupo de blues rock, Derek and the Dominos. Fue uno de los músicos de sesión más solicitados en la década de 1960, grabando un gran número de álbumes con muchas bandas y artistas de la época.
En 1984, fue diagnosticado con esquizofrenia tras haber efectuado el asesinato de su madre. Gordon fue llevado a prisión por el acto, donde permaneció hasta su muerte.

## Biografía

### Juventud
Nació en Los Ángeles el 14 de julio de 1945. Empezó a tocar la batería a los 6 años.
Gordon empezó su carrera musical tocando en directo con The Everly Brothers en 1963, cuando contaba con 18 años de edad. Al poco tiempo se convirtió en uno de los baterías de sesión más buscados en la escena musical de Los Ángeles, cuando, en 1968, grabó el exitoso sencillo "Classical Gas" con Mason Williams. Durante esta época, colaboró en muchas grabaciones, integrado en la banda de músicos de sesión conocida como The Wrecking Crew, entre ellas, Pet Sounds de The Beach Boys, Gene Clark with the Gosdin Brothers de Gene Clark y The Notorious Byrd Brothers de The Byrds.

### Éxito
En 1969 y 1970, giró como parte de la banda de Delaney & Bonnie, que en esta época contaba en sus filas con Eric Clapton. Clapton juntó a la sección rítmica de esta banda: Gordon, el bajista Carl Radle y al teclista-cantante-compositor, Bobby Whitlock, para formar Derek and the Dominos. Lo primero que grabó la banda fue en el álbum de George Harrison, All Things Must Pass. Gordon compuso la famosa coda de piano de la canción "Layla", perteneciente al álbum Layla and Other Assorted Love Songs, coescrita con Clapton. También hizo las giras de Estados Unidos y el Reino Unido, separándose el grupo en la primavera de 1971 antes de terminar la grabación de su segundo álbum de estudio. 
En 1970, Gordon formó parte de la gira de apoyo al álbum Mad Dogs and Englishmen con Joe Cocker. En 1971, giró con Traffic, tocando en dos de sus álbumes, entre ellos The Low Spark of High Heeled Boys. Después, en 1972, formó parte de la banda de 20 músico de Frank Zappa conocida como "Grand Wazoo", y de la versión reducida, "Petit Wazoo". Su grabación más conocida con Zappa fue la canción homónima del álbum Apostrophe ('), una improvisación junto a Zappa y Tony Duran a la guitarra y Jack Bruce al bajo. Trabajó con Chris Hillman de nuevo cuando tocaba la batería en el grupo Souther-Hillman-Furay Band, de 1973 a 1975. Algunos de sus trabajos más conocidos son con Dave Mason en el álbum Alone Together. Gordon también fue el baterista en el álbum Bongo Rock de Incredible Bongo Band en 1972. Su pieza de batería aparecida en "Apache" ha sido sampleado por multitud de músicos de rap.

## Enfermedad mental
A finales de los años 70, Gordon comenzó a tener alucinaciones y a oír voces. Por desgracia, en aquellos momentos, sus psiquiatras no le diagnosticaron su esquizofrenia, y solo le trataron su alcoholismo.
En junio de 1983 asesinó a su madre con un martillo. No fue hasta su juicio, en 1984, que fue diagnosticado como enfermo mental. Fue sentenciado a una pena de entre 16 años y por vida, pero con la posibilidad de conseguir la libertad condicional, aunque esta le fue negada en múltiples ocasiones. Jim Gordon estuvo encarcelado hasta su muerte el 13 de marzo de 2023 a la edad de 77 años.

## Discografía
Durante su carrera, Gordon tocó con un gran número de artistas y productores discográficos, entre ellos:
- The Carpenters Horizon; A Kind of Hush
- Duane Allman Anthology (Órgano, piano, batería)
- Hoyt Axton My Griffin Is Gone
- Joan Báez From Every Stage; Diamonds and Rust; Gulf Wind
- The Beach Boys Good Vibrations; Spirit of America; Pet Sounds
- Stephen Bishop On & On: Hits of Stephen Bishop
- Bread Bread
- Teresa Brewer 16 Most Requested Songs
- Jackson Browne Saturate Before Using (órgano), The Pretender
- The Byrds The Notorious Byrds Brothers
- Glen Campbell Wichita Lineman
- Eric Clapton Layla And Other Assorted Love Songs; Derek & the Dominos in Concert; Derek & the Dominos- Live at the Fillmore;
- Gene Clark Gene Clark with the Gosdin Brothers
- Joe Cocker Mad Dogs And Englishmen
- Judy Collins Who Knows Where The Time Goes
- Alice Cooper Alice Cooper Goes to Hell
- Crosby, Stills, Nash & Young Box Set
- Burton Cummings
- Delaney & Bonnie On Tour With Eric Clapton And Friends
- John Denver
- Donovan Life Is A Merry-go-round; Yellow Star; Operating Manual For Spaceship Earth; Lazy Daze
- Neil Diamond Beautiful Noise (Conga, batería, voces)
- Everly Brothers Heartaches & Harmonies
- Art Garfunkel Angel Clare
- Lowell George  Thanks I'll Eat It Here
- Hall & Oates Bigger than the Both of Us
- Merle Haggard Same Train, Different Time
- George Harrison All Things Must Pass, Extra Texture; Living in the Material World
- Jim Henson The Muppet Movie
- John Lee Hooker Endless Boogie
- Jim Horn Through the Eye
- Thelma Houston I've Got the Music in Me

- Incredible Bongo Band Apache
- Dr. John Sun, Moon & Herbs
- Carole King
- B.B.King In London; The Best of B.B.King
- John Lennon It's So Hard; Imagine; The Plastic Ono Band- Sometime in New York City
- Gordon Lightfoot Sundown; Gord's Gold; Cold On The Shoulder
- Manhattan Transfer Pastiche; Anthology: Down in Birdland
- Country Joe McDonald Classics
- Dave Mason Alone Together
- The Monkees Monkees; More of the Monkees; Instant Replay
- Maria Muldaur Maria Muldaur; Waitress in a Donut Shop
- Randy Newman Randy Newman; 12 Songs
- Harry Nilsson Nilsson Schmilsson; Aerial Ballet
- Van Dyke Parks Discover America
- Tom Petty Playback
- Emitt Rhodes American Dream
- Minnie Riperton Adventures in Paradise
- Johnny Rivers Last Boogie in Paris; Blue Suede Shoes
- Linda Ronstadt Don't Cry Now
- Leon Russell The Shelter People; Will O' The Wisp
- Seals & Crofts Humming Bird
- John Sebastian Tarzana Kid
- Carly Simon No Secrets
- Phil Spector Back to Mono (1958-1969)
- B.W. Stevenson Pass This Way; Calabasas
- Barbra Streisand Barbra Joan Streisand
- Souther-Hillman-Furay Band
- Redeye Redeye
- Steely Dan Pretzel Logic
- John Stewart Phoenix Concerts
- Mel Tormé Mel Tormé Collection
- Traffic Welcome To The Canteen; The Low Spark of High Heeled Boys
- John Travolta Best of John Travolta
- John Valenti Anything You Want, 1976
- Andy Williams
- Judee Sill Heart Food
- Mason Williams Classical Gas; Phonograph Record
- Frank Zappa Apostrophe; Läther; "Grand Wazoo" (tour) y "Petit Wazoo" (tour); Imaginary Diseases; Wazoo